# MVM Dome
Der MVM Dome ist eine Mehrzweckhalle im IX. Bezirk (Ferencváros) der ungarischen Hauptstadt Budapest. Die Halle liegt nur wenige hundert Meter von der Groupama Aréna, der Spielstätte der Fußballabteilung von Ferencváros Budapest, nahe dem Busbahnhof Népliget und der gleichnamigen Metrostation, entfernt. Der Dome wird hauptsächlich als Austragungsort für den Handball dienen.

## Geschichte
Die Multifunktionshalle wurde vom Bauunternehmen Market Építő Zrt. zwischen September 2019 und November 2021 errichtet. Für den Entwurf war der Architekt György Skardelli verantwortlich. Aus seiner Feder stammen u. a. auch die Papp László Budapest Sportaréna und die Puskás Aréna.
Am 16. Dezember 2021 fand die Eröffnung statt. Die Arena ist seit der Fertigstellung die größte Handballhalle Europas. Als erstes Großereignis wurden 23 Spiele der Handball-Europameisterschaft der Männer 2022 im Januar des Jahres hier ausgetragen. Zunächst traf Gastgeber Ungarn in der Vorrundengruppe B auf die Niederlande (13. Januar), Portugal (16. Januar) und Island (18. Januar). Die Handball-Europameisterschaft der Frauen folgt zwei Jahre später. 2027 soll die Halle auch Austragungsort der Handball-Weltmeisterschaft der Frauen sein.
Sie wird nach der Eröffnung die Heimspielstätte der Handballabteilung von Ferencváros Budapest sowie der Frauen- und der Männer-Handballnationalmannschaft von Ungarn sein. Die Arena ist darüber hinaus auch für andere Sportarten wie u. a. Basketball, Volleyball, Eishockey, Tennis oder Eiskunstlauf ausgestattet. Darüber hinaus wird sie für Konzerte, Shows und Ausstellungen genutzt.
Seit Anfang Januar 2022 trägt die Budapesti Multifunkcionális Sportcsarnok (deutsch Multifunktionssporthalle Budapest) den Sponsornamen MVM Dome, nach dem staatlichen Energieversorgungsunternehmen Magyar Villamos Művek (deutsch Ungarische Elektrizitätswerke, MVM Zrt.).

## Daten
Die Budapester Multifunktionssporthalle kann bis zu 20.022 Besucher fassen. Mitte November 2021 wurde die verschiedenfarbige Beleuchtung (z. B. rot, weiß und grün für die ungarische Nationalflagge) der Fassade getestet. Die Lichtanlage besteht aus 3300 Meter langen LED-Lichtbändern, eine 700 m² große LED-Leinwand und 2800 Leuchten. Die Grundfläche umfasst 49.700 m². Die Tribünen im Zuschauerraum sind dreistöckig aufgebaut. Die Veranstaltungsarena ist am höchsten Punkt 40,5 Meter hoch und verfügt über 49 V.I.P.-Logen, 14 Aufzüge und acht Rolltreppen. Unter dem Hallendach ist ein insgesamt 12 Tonnen schwerer Videowürfel mit einer Bildschirmfläche von 216 m² aufgehängt, der mehr als 14 Mio. Pixel bietet. Der benachbarte Parkplatz fasst 800 Autos auf einem ebenerdigen Platz und einen V.I.P.-Parkplatz für 150 Autos.

## Galerie

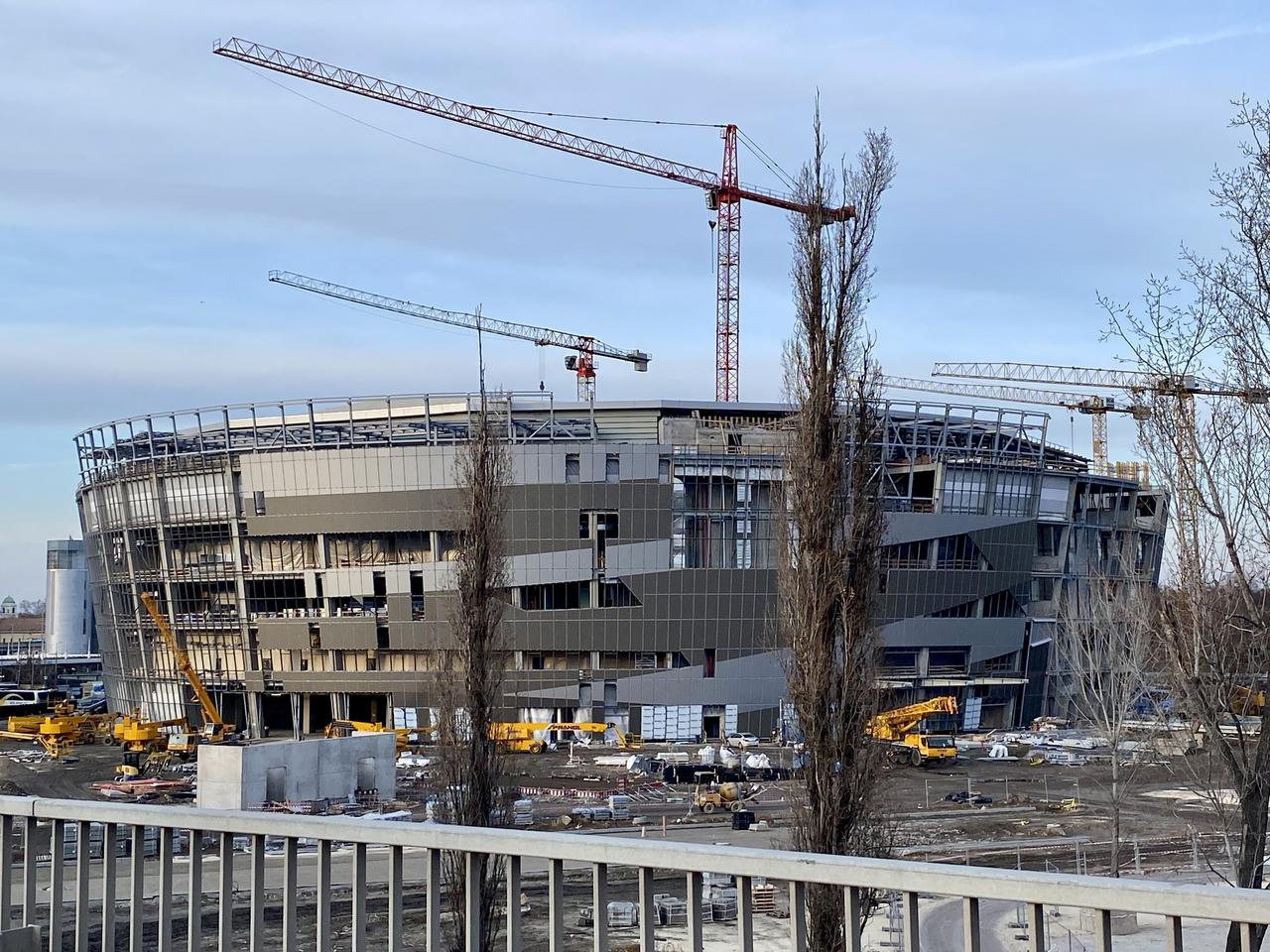
Der Bau im Februar 2021
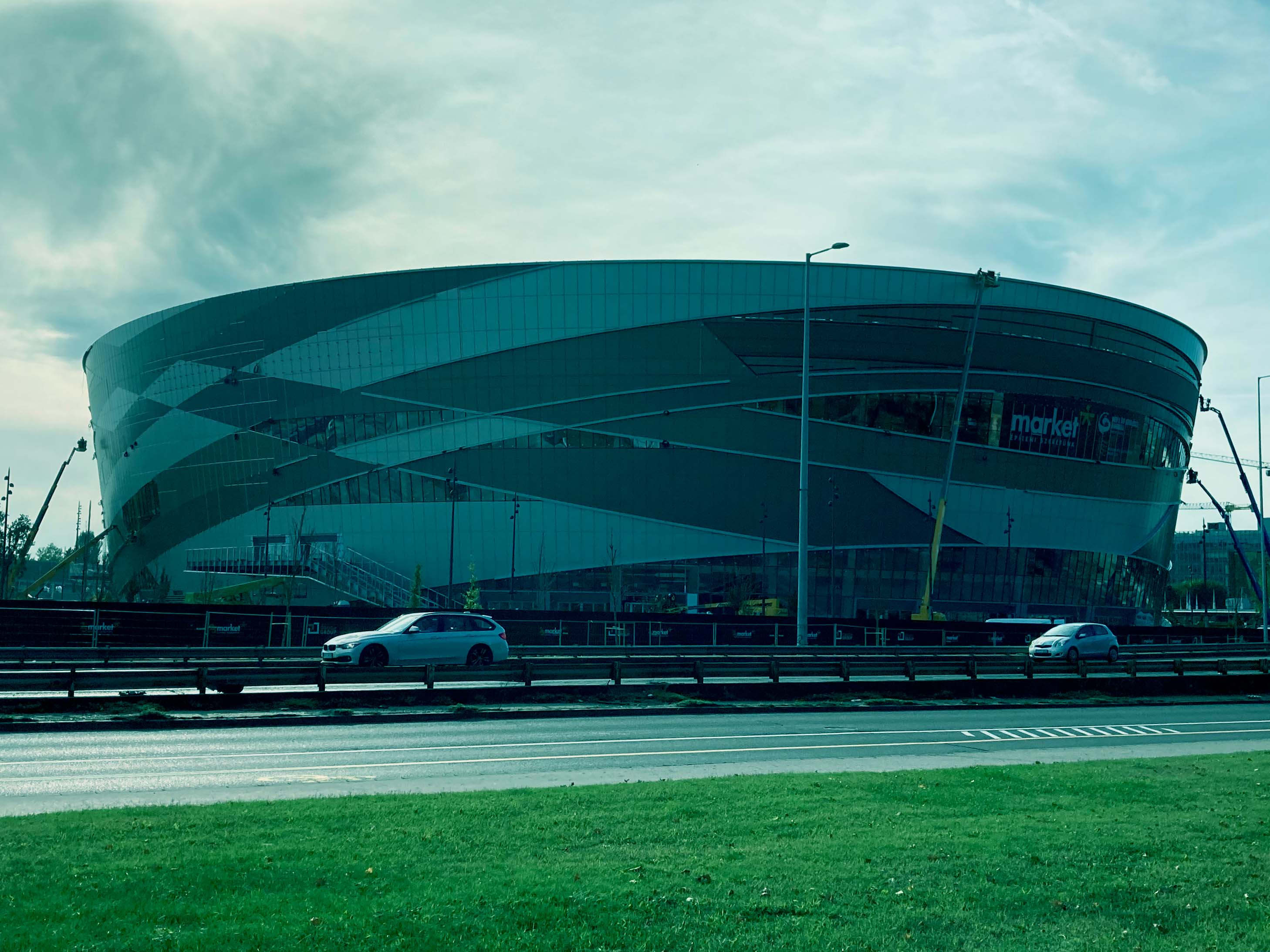
Die Baustelle im Oktober 2021
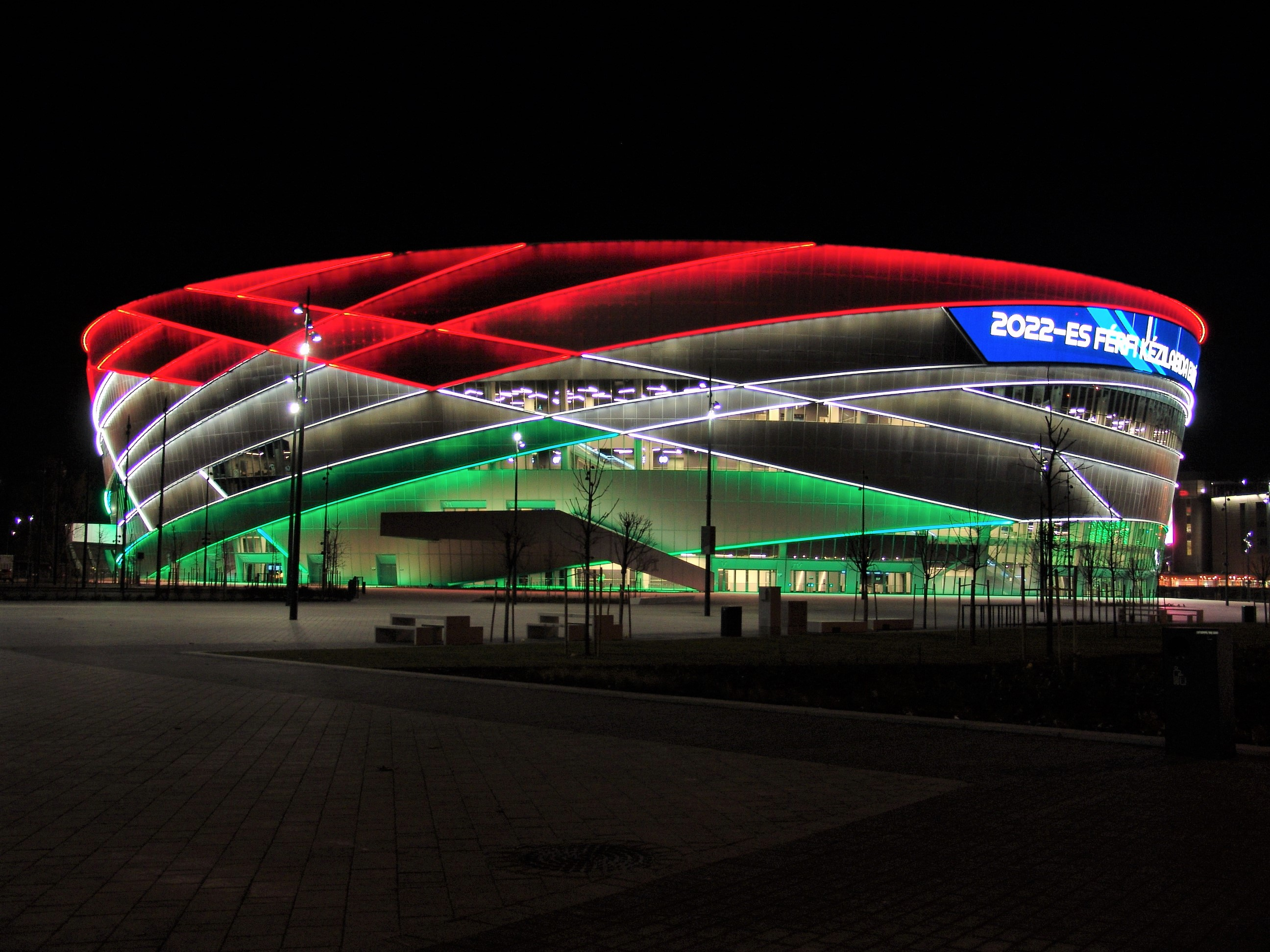
Der beleuchtete Dome Mitte Dezember 2021